# Granulomelon
Granulomelon is een geslacht van weekdieren uit de klasse van de Gastropoda (slakken).

## Soorten
- Granulomelon adcockianum (Bednall, 1894)
- Granulomelon grandituberculatum (Tate, 1894)
- Granulomelon squamulosum (Tate, 1894)